# Amita Kuttner
Amita Kuttner (North Vancouver, 4 dicembre 1990) è un politico e astrofisico canadese, leader ad interim del Partito Verde del Canada dal 24 novembre 2021.

## Biografia
Kuttner è nato a North Vancouver e ha frequentato l'Università della California, Santa Cruz, dove ha conseguito un dottorato di ricerca in astronomia e astrofisica. Ha studiato i buchi neri nell'universo primordiale con Anthony Aguirre.  Erano membri del gruppo Women in Physics and Astronomy e co-fondarono il gruppo 314 Action dell'università, che cerca di eleggere più scienziati a cariche pubbliche negli Stati Uniti.
Insieme ad altri 20 scienziati, Kuttner ha co-firmato una lettera pubblicata sulla rivista Science a sostegno dei giovani manifestanti per il clima, dichiarando che "approviamo e sosteniamo la loro richiesta di un'azione rapida e forte".
Kuttner è co-fondatore del Moonlight Institute, un'organizzazione no-profit che mira a esplorare strutture per adattarsi alla crisi climatica. Nell'aprile 2021, è stato relatore in un evento Solve Climate entro il 2030 tenuto alla Università Ryerson.
Kuttner è non binario, transgender e pansessuale, e usa they/them e he/him come pronomi.

## Attività politica
Durante le Elezioni federali in Canada del 2019, Kuttner è stato il candidato del Partito dei Verdi per la collegio di Burnaby North-Seymour, finendo al quarto posto, con il 9,59% dei voti, quasi raddoppiando il voto dei Verdi dalle elezioni del 2015. Ha svolto il ruolo di critica della scienza e dell'innovazione del Partito dei Verdi da settembre 2018 a febbraio 2020.
Kuttner ha partecipato alle elezioni per la leadership del Partito dei Verdi del 2020. Durante la campagna, si è rifiutato di organizzare eventi di raccolta fondi con l'ex leader Elizabeth May, affermando che l'offerta di assistenza per la raccolta fondi non affronta altre iniquità sistemiche nella corsa.. Si è classificato al sesto posto, venendo eliminato al quarto turno con il 7,32% dei voti. Nel 2021, ha detto al Toronto Star di aver presentato una denuncia ufficiale al consiglio federale del partito in merito alla transfobia e al razzismo che avevano sperimentato durante le elezioni per la leadership, come affrontare insulti durante gli eventi del partito online.
In seguito alle dimissioni di Annamie Paul, Kuttner è stato nominato dal consiglio federale del Partito dei Verdi leader ad interim il 24 novembre 2021.. Kuttner è diventato all'età di 30 anni la persona più giovane a guidare una partito federale in Canada, così come la prima persona transgender e prima persona di origine asiatica orientale.